# Championnat de Yougoslavie de football 1969-1970
Navigation
Saison précédente Saison suivante
La saison 1969-1970 du Championnat de Yougoslavie de football est la quarante-et-unième édition du championnat de première division en Yougoslavie. Les dix-huit meilleurs clubs du pays prennent part à la compétition et sont regroupées en une poule unique où chaque formation affronte deux fois ses adversaires, à domicile et à l'extérieur. En fin de saison, les deux derniers du classement sont relégués et remplacés par les deux meilleures équipes de deuxième division.
C'est le club du FK Étoile rouge de Belgrade, double tenant du titre, qui remporte à nouveau la compétition, en terminant en tête du classement final, avec deux points d'avance sur le FK Partizan Belgrade et trois sur le FK Velez Mostar. C'est le 10e titre de champion de Yougoslavie de l'histoire du club, qui réalise un nouveau doublé en s'imposant en finale de la Coupe de Yougoslavie face à l'Olimpija Ljubljana.

## Les clubs participants
| - Partizan Belgrade - Dinamo Zagreb - FK Étoile rouge de Belgrade - Hajduk Split - FK Vojvodina Novi Sad - FK Radnički Kragujevac - Promu de D2 - FK Radnicki Nis - NK Maribor - FK Bor | - Velez Mostar - NK Zagreb - OFK Belgrade - FK Vardar Skopje - FK Sarajevo - FK Zeljeznicar Sarajevo - FK Sloboda Tuzla - Promu de D2 - NK Celik Zenica - Olimpija Ljubljana |

## Compétition

### Classement
Le classement est effectué en utilisant le barème classique (victoire à 2 points, match nul un point, défaite zéro point).
| Rang | Équipe                              | Pts | J  | G  | N  | P  | Bp | Bc | Diff |
| ---- | ----------------------------------- | --- | -- | -- | -- | -- | -- | -- | ---- |
| 1    | FK Étoile rouge de Belgrade (T) (C) | 46  | 34 | 20 | 6  | 8  | 67 | 37 | +30  |
| 2    | FK Partizan Belgrade                | 44  | 34 | 16 | 12 | 6  | 47 | 27 | +20  |
| 3    | FK Velez Mostar                     | 43  | 34 | 17 | 9  | 8  | 64 | 44 | +20  |
| 4    | Zeljeznicar Sarajevo                | 43  | 34 | 17 | 9  | 8  | 52 | 33 | +19  |
| 5    | OFK Belgrade                        | 38  | 34 | 13 | 12 | 9  | 53 | 32 | +21  |
| 6    | Dinamo Zagreb                       | 38  | 34 | 13 | 12 | 9  | 47 | 42 | +5   |
| 7    | Hajduk Split                        | 37  | 34 | 16 | 5  | 13 | 51 | 37 | +14  |
| 8    | FK Radnicki Nis                     | 37  | 34 | 14 | 9  | 11 | 36 | 33 | +3   |
| 9    | FK Sloboda Tuzla (P)                | 35  | 34 | 11 | 13 | 10 | 35 | 34 | +1   |
| 10   | NK Maribor                          | 33  | 34 | 13 | 7  | 14 | 40 | 51 | -11  |
| 11   | FK Vojvodina Novi Sad               | 32  | 34 | 11 | 10 | 13 | 38 | 42 | -4   |
| 12   | FK Sarajevo                         | 30  | 34 | 9  | 12 | 13 | 32 | 42 | -10  |
| 13   | NK Celik Zenica                     | 30  | 34 | 10 | 10 | 14 | 35 | 48 | -13  |
| 14   | FK Bor                              | 28  | 34 | 6  | 16 | 12 | 32 | 47 | -15  |
| 15   | FK Radnicki Kragujevac (P)          | 27  | 34 | 11 | 5  | 18 | 34 | 42 | -8   |
| 16   | Olimpija Ljubljana -3               | 27  | 34 | 13 | 4  | 17 | 43 | 52 | -9   |
| 17   | FK Vardar Skopje                    | 26  | 34 | 9  | 8  | 17 | 25 | 46 | -21  |
| 18   | NK Zagreb                           | 15  | 34 | 4  | 7  | 23 | 22 | 64 | -42  |

|  | Qualification pour la Coupe d'Europe des clubs champions 1970-1971                                |
|  | Qualification pour la Coupe des Coupes 1970-1971                                                  |
|  | Qualification pour la Coupe des villes de foires 1970-1971                                        |
|  | Qualification pour la Coupe Mitropa 1970-1971                                                     |
|  | Relégation directe en deuxième division                                                           |
|  | (T) : Tenant du titre (C) : Vainqueur de la Coupe de Yougoslavie (P) : Promu de deuxième division |

- L'Olimpija Ljubljana reçoit une pénalité de trois points.

## Bilan de la saison
| Championnat de Yougoslavie de football 1969-1970                        |                                         |
| Champion                                                                | FK Étoile rouge de Belgrade (10e titre) |
| Coupes et trophées                                                      |                                         |
| Vainqueur de la Coupe de Yougoslavie 1969-1970                          | FK Étoile rouge de Belgrade             |
| Qualifications continentales                                            |                                         |
| Coupe d'Europe des clubs champions 1970-1971                            | FK Étoile rouge de Belgrade             |
| Coupe des Coupes 1970-1971                                              | Olimpija Ljubljana                      |
| Coupe des villes de foires 1970-1971                                    | Dinamo Zagreb                           |
| Coupe des villes de foires 1970-1971                                    | Hajduk Split                            |
| Coupe des villes de foires 1970-1971                                    | FK Partizan Belgrade                    |
| Coupe Mitropa 1970-1971                                                 | NK Maribor                              |
| Coupe Mitropa 1970-1971                                                 | NK Celik Zenica                         |
| Coupe Mitropa 1970-1971                                                 | FK Radnički Kragujevac (D2)             |
| Promotions et relégations                                               |                                         |
| Promus en Prva Liga                                                     | FK Borac Banja Luka                     |
| Promus en Prva Liga                                                     | FK Crvenka                              |
| Relégués en Championnat de Yougoslavie de football de deuxième division | NK Zagreb                               |
| Relégués en Championnat de Yougoslavie de football de deuxième division | FK Vardar Skopje                        |